# ETECSA

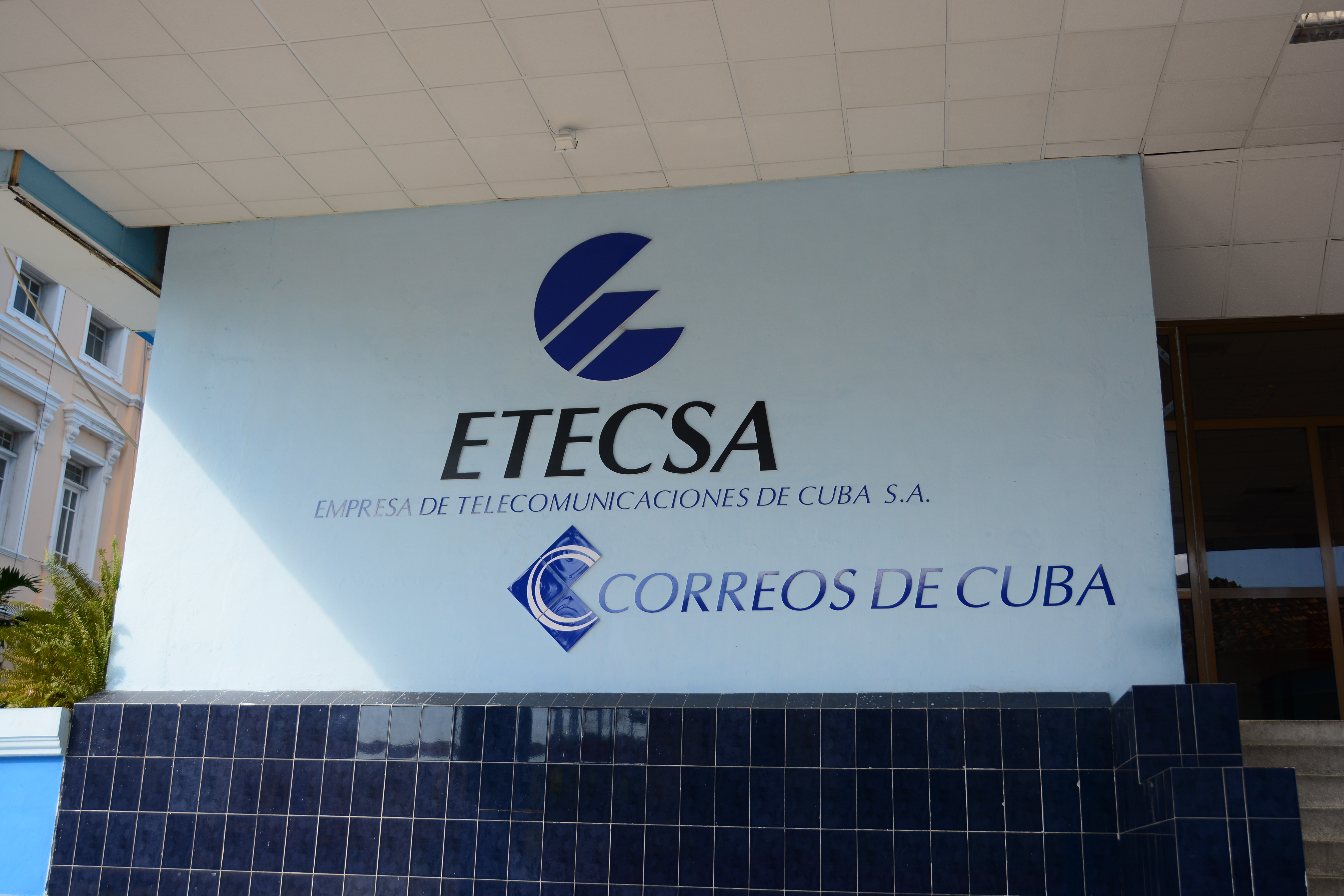
ETECSA-Gebäude in Santiago de Cuba

Die Empresa de Telecomunicaciones de Cuba S.A., kurz ETECSA, ist ein kubanisches Telekommunikationsunternehmen in Staatsbesitz. In jedem größeren Ort Kubas befindet sich ein Telegraphenamt der ETECSA mit Internetarbeitsplätzen und einer Mobilfunkstation.

## Mobilfunknetz
Der Mobilfunk der ETECSA wird durch die Tochtergesellschaft Cubacel betrieben.
Anfangs wurden ein TDMA-Netz (800 MHz) und GSM-Netz (900 und 850 MHz) nebeneinander betrieben. Das TDMA-Netz sollte laut einer offiziellen Ankündigung der ETECSA zum 31. März 2009 abgeschaltet werden. Das GSM-Netz erreicht inzwischen auf 900 MHz eine weitgehende Abdeckung der gesamten Insel; 850 MHz wird als zusätzliche Option an touristischen Orten (z. B. Varadero, Cayo Coco) angeboten. Seit März 2017 ist auch UMTS verfügbar, zunächst hauptsächlich in Havanna, den Provinzhauptstädten und einigen touristisch relevanten Regionen. Seit Oktober 2019 kann in entsprechend ausgebauten Gebieten auch der 4G-Standard LTE genutzt werden.
Es bestehen Roamingverträge mit deutschen Mobilfunkbetreibern.
Mobilfunk war lange Zeit für die kubanische Bevölkerung stark eingeschränkt. Mobilfunkverträge zum Privatgebrauch (auch Prepaid) konnten anfangs nur durch Ausländer abgeschlossen und dann einem Einheimischen überlassen werden. Seit März 2008 ist diese Beschränkung aufgehoben. Seitdem traten sukzessive weitere Erleichterungen in Kraft, die zu einem rasanten Wachstum der Anschlusszahlen führten. Sie wuchsen von 331.000 (April 2008) auf 838.000 (März 2010). Im Sommer 2010 waren es mehr als eine Million Nutzer. Für Ende 2024 wurde die Zahl der aktiven Mobilfunkverträge fast acht Millionen angegeben.
2024 wurde Kubas Internet als das langsamste und teuerste in Lateinamerika geführt.

### Neue Preisgestaltung ab Juni 2025 und Proteste dagegen
Im Juni 2025 kam es zu größeren Protesten seitens der Studenten aufgrund von massiven Preiserhöhungen für mobiles Internet. Die neuen Tarife bieten einen günstigen Basistarif für 360 Pesos, drei Euro, gemäß offiziellen Wechselkurs, wohingegen das offizielle kubanische Monatseinkommen knapp unter 50 Euro besteht. Dafür bekommt man 6 GB Datenvolumen, 60 Minuten Telefonie und 70 SMS. Alle weiteren Pakete müssen entweder über Devisen oder dem Äquivalent zum Schwarzmarktkurs des Pesos erworben werden. So kosten zusätzliche drei GB 3360 Pesos, für zusätzliche 15 GB verlangt man für kubanische Einkommensverhältnisse astronomische 11.760 Pesos, etwas mehr als das Doppelte des zu diesem Zeitpunkt gültigen Durchschnittslohns von 5700 Pesos, was gemäß den zu diesem Zeitpunkt gültigen offiziellen bzw. informellen Wechselkursen 47,50 Euro (offiziell) respektive 14 Euro (Straßentauschkurs für Devisen) entsprach (Stand Juni 2025). Ungewöhnlich daran war, dass die Proteste sogar von der eigentlich stramm regierungstreuen Studentenorganisation FEU unterstützt wurden. Gerade für Studenten ist der Zugang zum Internet wichtig, da das kubanische Lehrmaterial oft veraltet und, soweit vorhanden, auch in Bibliotheken praktisch kaum nutzbar ist. Da es von offizieller Seite kein Nachgeben gab und die Studenten sich nicht ihre Karriere wegen Opposition gegen den Staat kaputtmachen wollten, verliefen die Proteste letztendlich ins Leere.

## Online-Banking- und Bezahldienst Transfermóvil
Seit dem Jahr 2016 bietet die ETECSA den Online-Bezahldienst Transfermóvil an. Dies ist eine App für Android-Smartphones, die in Zusammenarbeit mit den kubanischen Privatkunden-Banken Bezahl- und Geldtransfer-Dienste anbietet.

## Internet- und E-Mail-Dienst nauta

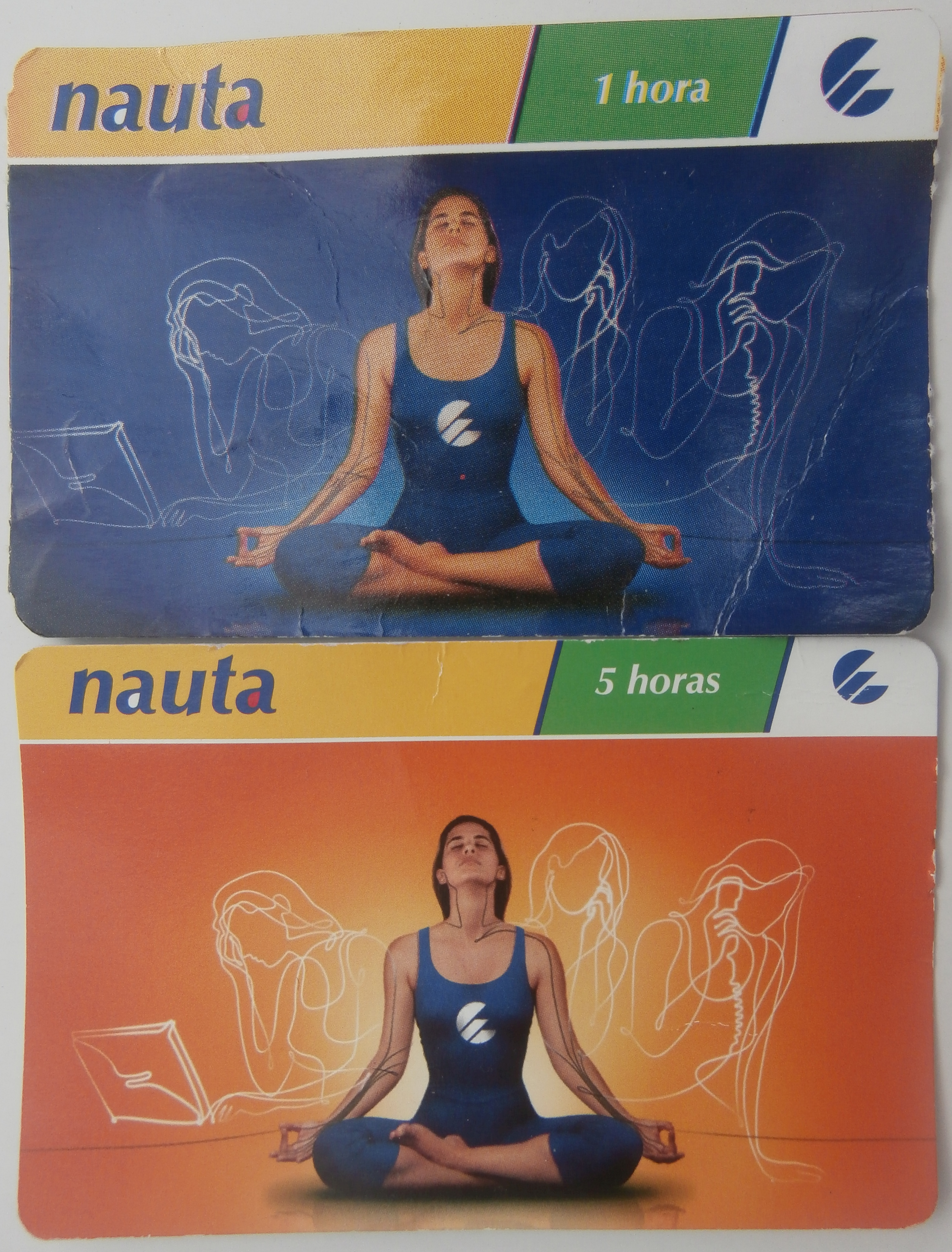
2 Karten zur Internetnutzung

Unter der Marke nauta betreibt das Unternehmen einerseits seit 2013 Internetcafés im ganzen Land, andererseits einen öffentlichen E-Mail-Dienst für die einheimische Bevölkerung – die sich den Zugang leisten kann. Seit dem Jahr 2015 wird ein Netz aus WiFi-Zugangspunkten aufgebaut. Man begann zunächst mit 35 Hot Spots an öffentlichen Plätzen größerer Städte. Im Dezember 2016 war der Ausbau auf 237 Stellen fortgeschritten. Der Zugang kostet mit 1 CUC pro Stunde fast 5 % eines durchschnittlichen kubanischen Monatsgehalts.
Zur Nutzung des Internet müssen Guthabenkarten erworben werden; sie sind für ½, 1 und 5 Stunden erhältlich. Da sie gelegentlich unvermutet ungültig werden, empfiehlt es sich die Karten für nur 30 Minuten zu kaufen – damit bleibt der Verlust geringer.
Ein Internetzugang von ETECSA in Privatwohnungen, die ein Einwählmodem übers Telefonnetz nutzen, ist entsprechend langsam, kostet laut Medienberichten etwa 100 Euro pro Monat und ist nur sehr selten vorhanden. Bei einem durchschnittlichen Monatslohn von umgerechnet etwa 16 Euro ist die Internetnutzung für viele Kubaner unerschwinglich.
Im Dezember 2016 unterschrieben das US-Unternehmen Google und die ETECSA eine Vereinbarung, Kuba an den Google Global Cache, Googles Content Delivery Network, anzuschließen. Durch auf der Insel ansässige Datacenter soll den Kubanern ein verbesserter Zugang zu Google-Diensten wie Gmail oder YouTube ermöglicht werden und Kubas internationale Internetverbindungen entlasten.

## Gesellschafterstruktur
Im Februar 2011 gehörten gemäß einer Veröffentlichung in der Gaceta Oficial, dem kubanischen Gesetzblatt, 51 Prozent der Anteile Telefónica Antillana, 27 Prozent Rafin, 11 Prozent der Universal Trade & Management Corporation (Utisa), 6,15 Prozent der Banco Financiero Internacional, 3,8 Prozent der Negocios en Telecomunicaciones sowie 0,9 Prozent der Banco Internacional de Comercio.
Zuvor wurden 27 Prozent der Gesellschaftsanteile von der Telecom Italia gehalten. Diese erwog ursprünglich, aufgrund des schwierigen Marktumfeldes – nur wenige Kubaner können sich ein Mobiltelefon leisten – einen Verkauf ihrer Anteile an die spanische Telefónica. Letztendlich wurden die Anteile jedoch für 706 Millionen US-Dollar an die kubanische Gesellschaft Rafin verkauft. Davon wurden 500 Millionen sofort und der Rest in 36 Monatsraten fällig.